# Косяківська сільська рада
| Косяківська сільська рада — колишній орган місцевого самоврядування у Таращанському районі Київської області з адміністративним центром у с. Косяківка. Водоймища на території, підпорядкованій даній раді: річка Гнилий Тікич. Сільській раді були підпорядковані населені пункти: - с. Косяківка - с. Антонівка |

## Склад ради
Рада складалася з 15 депутатів та голови.

### Керівний склад ради
| ПІБ                      | Основні відомості                                                                       | Дата обрання | Дата звільнення |
| ------------------------ | --------------------------------------------------------------------------------------- | ------------ | --------------- |
| Шкільнюк Віктор Іванович | Сільський голова, 1958 року народження, освіта, член Соціалістичної партії України      | 26.03.2006   | 31.10.2010      |
| Шкільнюк Віктор Іванович | Сільський голова, 1958 року народження, освіта середня спеціальна, член Партії регіонів | 31.10.2010   |                 |

Примітка: таблиця складена за даними джерела